# Тросненська битва
Тросненська битва — битва, яка відбулась 21 листопада (деякі джерела вказують 21 грудня) 1368 року в ході Московсько-литовської війни 1368—1372 років між військом Великого князівства Литовського під командуванням Ольгерда, та військом Московського князівства під командуванням воєвод Дмитра Мініна та Акінфа Шуба.

## Хід битви
У 1368 році Ольгерд розпочав військові дії проти Московського князівства на підтримку Тверського князівства. Московити чекали наближення литовського війська зі сторони Ржева, натомість Ольгерд з'явився з південного заходу. Це, а також повна секретність пересування, захопили Дмитра Івановича зненацька.
Військо ВКЛ розгромило московські війська під командуванням С. Д. Стародубського-Кропиви на Ховхві (притоці Протви) та війська під командуванням К. Ю. Оболенського, наблизились до Москви, де їх на р. Тросна (протока Нари) зустріло московське військо під командуванням воєвод Дмитра Мініна та Акінфа Шуба.
Важкоозброєна кіннота ВКЛ розбила легкоозброєну та малодосвідчену кінноту Московського князівства. Обидва воєводи та майже всі московські ратники загинули або потонули у Тросні.
Перемога у битві відкрила війську ВКЛ шлях на Москву. Литовці обложили Москву, але не змогли взяти її (оскільки за рік до того був збудований кам'яний кремль). Вони спустошили околиці і з багатою здобиччю повернулись у Литву.